# Félix de Zúñiga y Guzmán
Félix de Zúñiga y Guzmán, I conde del Sacro Imperio (ca. 1600, desconocido-ca. 1662, Nápoles, Reino de Nápoles), fue un militar y noble hispano-austríaco, caballero de la Orden de Calatrava, que sirvió a la casa de Habsburgo durante la guerra de los Treinta Años como oficial imperial. Entre 1656 y 1659, desempeñó los cargos de gobernador y capitán general de Santo Domingo, además de presidente de la Real Audiencia de Santo Domingo.
Su administración en la capitanía general de Santo Domingo estuvo marcado por la delegación del poder en su valido, el militar y contrabandista criollo Rodrigo Pimentel Lucero, quien acumuló tal poder e influencia que en la sociedad dominicana se popularizó la frase «No hay más ley ni más rey que don Rodrigo Pimentel», inscrita incluso como grafiti en el Palacio de la Real Audiencia.
Zúñiga adoptó como lema personal la frase latina «Qui bene vivit bene moritur», que significa: «Quien vive bien, muere bien».

## Biografía
Se desconoce con precisión su fecha y lugar de nacimiento, pero se estima circa de 1600. Por igual se desconoce con exactitud si era perteneciente a las casas nobles de Zúñiga y Guzmán.
Durante la guerra de los Treinta Años, sirvió en las fuerzas militares de la casa de Habsburgo por la causa católica. En enero de 1622 se le menciona por primera vez como capitán en el tercio borgoñón de Charles de Watteville, en la región de Franco Condado, que entonces formaba parte de los dominios de la casa de Austria de la monarquía hispánica. Once años después, a finales de 1633, asumió el cargo de coronel de un nuevo regimiento de infantería española y pasó a servir en el Ejército del Sacro Imperio Romano Germánico de los Habsburgo austríacos, dirigido en ese momento por Alberto de Wallenstein.
Bajo el mando del conde Felipe de Mansfeld, fue enviado en noviembre de 1633 a Brandeburgo, combatiendo el 4 de noviembre contra los suecos en Landsberg an der Warthe. El 13 de mayo de 1634 participó en la batalla de Legnica, en Silesia, donde las tropas imperiales y el regimiento de Félix de Zúñiga y Guzmán sufrieron graves pérdidas. En los años siguientes, continuó operando en Silesia y Pomerania. En 1636 defendió Gartz contra un asedio sueco, pero capituló el 10 de octubre bajo la condición de una retirada segura.
En 1637 participó en una campaña en Pomerania, liderada por Matthias Gallas contra los suecos comandados por Johan Banér. Su regimiento conquistó Wolgast, cerca de la isla Usedom, aunque él mismo fue capturado en Malchin. Fue liberado en mayo de 1638 tras un intercambio de prisioneros.

### Comandante de Głogów (1639)
En julio de 1639 fue nombrado comandante de Głogów, en Silesia, donde llegó en septiembre de 1639. Sin embargo, en diciembre del mismo año enfrentó acusaciones de desobediencia por parte de Felipe de Mansfeld. En abril de 1640, su regimiento fue disuelto y sus soldados distribuidos entre otras unidades. En octubre de 1640, se formalizó una acusación en su contra, lo que derivó en un duelo con Mansfeld. Aunque el comandante supremo de Silesia, Martín Maximiliano de Goltz, intentó mediar entre ambos, no hubo condena. Por el contrario, Félix de Zúñiga fue recomendado en diciembre de 1640 al archiduque Leopoldo Guillermo de Habsburgo, quien más tarde lo distinguió como gentilhombre de cámara durante su mandato como gobernador de los Países Bajos españoles. En 1641, Leopoldo Guillermo le prometió un nuevo mando militar, asignándole el regimiento de infantería Colloredo ese mismo año.
Durante la batalla de Breitenfeld (1642), Zúñiga fue capturado nuevamente por los suecos. Tras su liberación, mostró su apoyo a los oficiales alemanes del ala izquierda del Ejército imperial en aquella batalla, criticados por su actuación en la derrota. Zúñiga, en cambio, culpó a los oficiales italianos y de los Países Bajos españoles, calificándolos de manera despectiva como cobardes.

### Mariscal de campo y conde imperial (1643-46)
En mayo de 1643, tuvo un conflicto con el coronel Moncada por el alojamiento de sus regimientos, lo que llevó al comandante Gallas a intervenir. En abril de 1644, fue ascendido a mariscal de campo y enviado a Hungría para apoyar a Johann von Götzen contra Jorge Rákóczi I, príncipe de Transilvania. En marzo de 1645, en la batalla de Jankov, sufrió otra derrota contra los suecos y fue hecho prisionero nuevamente.
El 11 de enero de 1646, el emperador Fernando III del Sacro Imperio Romano Germánico le concedió al mariscal de campo Zúñiga el título nobiliario de conde imperial, conocido en el Imperio español como el conde del Sacro Imperio. Este título fue formlamente reconocido en España durante la regencia de María Cristina de Borbón, en 1834, a favor de Antonio de Rojas y Aguado, séptimo titular. En junio de 1846, participó en la conquista de Lipník, en Moravia, y en la larga campaña en Bohemia. En agosto de 1846, Leopoldo Guillermo de Habsburgo lo envió a Viena para resolver la escasez que afectaba al Ejército del Imperio.
En 1647, fue nombrado miembro del Consejo de Guerra Imperial y en octubre del mismo año juró su cargo en Praga. En diciembre, tomó parte, con el ejército principal comandado por Peter Melander de Holzappel, en el asedio de Marburgo, en Hesse. En marzo de 1648, se le ordenó al mariscal Zúñiga regresar a su regimiento. Tras la Paz de Westfalia, que puso fin a la guerra, solicitó y obtuvo un permiso para un descanso de seis meses en la España peninsular, que le fue concedido en junio de 1848. Posteriormente, fue nombrado comandante de la infantería en Hungría, en la frontera con el Imperio otomano, y ascendido a mariscal de campo en marzo de 1649.

### Capitán general de la capitanía general de Santo Domingo (1656)
El 31 de enero de 1656, Zúñiga, entonces general de artillería, fue designado por Felipe IV de España como gobernador, capitán general de la capitanía general de Santo Domingo y presidente de la Real Audiencia de Santo Domingo en las Indias españolas. Asumió el cargo el 18 de mayo de 1656, sucediendo a Bernardino de Meneses y Bracamonte, conde de Peñalva, quien había sido un héroe del asedio de Santo Domingo (1655) durante la invasión inglesa auspiciada por el dictador inglés Oliver Cromwell.
El mismo día de su toma de posesión, el capitán general Zúñiga se mostró visiblemente enfadado cuando solo dos dos oidores de la Real Audiencia acudieron a su casa para acompañarlo hasta el Palacio de la Real Audiencia o Casas Reales, sede también del capitán general. Al no ser acompañado por toda la Audiencia, exclamó que, si no sabían de cortesía, él mismo se encargaría de enseñarla. Acto seguido, se montó en su coche y dejó plantados a los oidores en la calle. Este incidente provocó que los oidores lo consideraran un hombre de carácter soberbio e incorregible, llegando a la conclusión de que Zúñiga no era apropiado para gobernar la isla.

Poco después de asumido el mando, el general Zúñiga ordenó demoler el fuerte Fuerza Real, construido por su predecesor, alegando que la estructura era ineficaz y peligrosa. Durante su gestión, también intervino en un complejo litigio que involucraba al excapitán general de la isla, Juan Francisco de Montemayor Córdoba y Cuenca, quien había reconquistado la isla Tortuga en su mandato, enfrentaba un juicio de residencia que se prolongó por tres años debido a múltiples dificultades con los oidores de la Real Audiencia. En 1657, Zúñiga puso fin al proceso, lo que permitió a Montemayor y Cuenca tomar posesión como oidor de la Real Audiencia de México, al cual había sido nombrado en 1654.

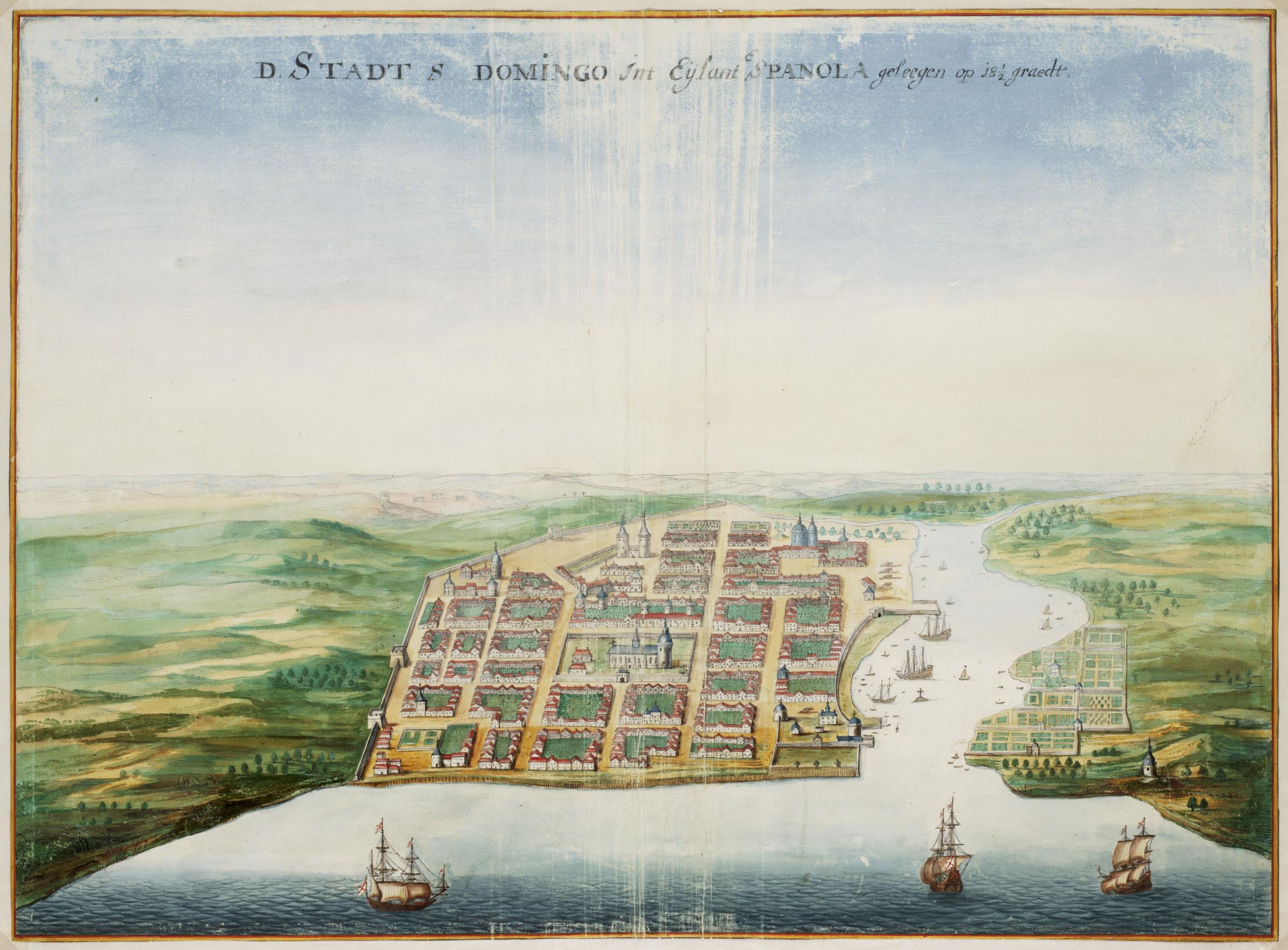
Vista aérea de Santo Domingo en la isla Española (1665).

Ante las incursiones de aventureros franceses en las costas del Norte de la isla, que se aprovechaban de la dispersión de tropas tras la invasión inglesa de 1655, Zúñiga estableció en 1658 un servicio de vigilancia en la zona de Monte Cristi, villa abandonada tras las devastaciones de Osorio. Los vigías debían informar sobre cualquier desembarco para que las autoridades militares pudieran actuar con rapidez y eficiencia. Las operaciones militares fueron delegadas al capitán Lucas de Berroa, quien residía con su tropa en Santiago de los Caballeros.

### Episodios de corrupción y abuso de poder
El mandato de Zúñiga estuvo marcado por episodios de corrupción y abuso de poder. Su relación con el capitán de milicias Rodrigo Pimentel Lucero, un exfraile franciscano y contrabandista, fue en su mandato especialmente importante. Durante el siglo xviii, el comercio en la isla sufrió un retroceso debido a la reubicación de las flotas de México y Tierra Firme hacia La Habana, lo que redujo el tráfico comercial entre el puerto de Sevilla y el único puerto de la isla Española abierto al comercio, debido al monopolio ejercido por la Casa de la Contratación de Indias. Este contexto favoreció la expansión de las actividades ilícitas de Rodrigo Pimentel Lucero, particularmente durante el mandato de Zúñiga y otros presidentes-gobernadores dominicanos anteriores, como Juan Melgarejo Ponce de León (1649-1650) y Francisco Pantoja de Ayala (1651-1652).
A lo largo del mandato de Zúñiga, Rodrigo Pimentel consolidó su poder, controlando no solo la Hacienda, sino también el Gobierno y la Justicia. Como hombre de gran influencia, monopolizó el comercio de harina y vino en el puerto de Santo Domingo, vendiendo estos productos a precios elevados, con la complicidad de Zúñiga, el oidor Andrés Caballero y el escribano Facundo Carvajal. Además, otorgó préstamos usureros con fondos públicos del Real Situado y logró que Zúñiga lo nombrara teniente del capitán general. Su poder era tal que se popularizó la frase «No hay más ley ni más rey que don Rodrigo Pimentel», inscrita incluso en forma de grafiti en el Palacio de la Real Audiencia.
El Consejo de Indias recibió un informe del capitán Damián del Castillo, quien denunciaba el creciente descontento con la actitud despótica de Zúñiga. Según este informe, Zúñiga despreciaba a los soldados y mantenía tensiones con los oidores. También llegaron quejas de los comerciantes forasteros, quienes acusaban a Zúñiga de despojarlos de sus ganancias bajo el pretexto de financiar a la infantería local, lo que ponía en riesgo tanto el comercio como la estabilidad del gobierno de la isla. En este contexto, Pimentel fue señalado como uno de los principales responsables por su complicidad en las prácticas comerciales con Zúñiga.
Un incidente particularmente grave involucró a Pimentel en un ataque perpetrado por dos de sus esclavos, acompañados de otros colaboradores, contra el capitán y propietario de una fragata, Juan Agustín, y su compañero Francisco Caballero. Armados con alabardas, machetes y espadas, los agresores atacaron a los hombres, resultando en la muerte de Caballero. Aunque Agustín logró sobrevivir, Zúñiga no permitió que Pimentel fuera juzgado, amparando sus abusos gracias a la protección de su valido.
Las tensiones llegaron a su punto máximo con el escándalo del contrabando facilitado por Pimentel, lo que culminó en una intervención secreta por parte del visitador, oidor y fiscal de la Audiencia dominicana, Sancho de Ubilla.

### Expulsión a la península
El mandato del conde del Sacro Imperio en Santo Domingo culminó en agosto de 1559, un periodo tan poco documentado que se omite su nombre como gobernador en algunas crónicas. Cuando el nuevo gobernador, Juan de Balboa Mogrobejo, asumió el mando, descubrió que las Cajas Reales de la isla, que habían estado bajo el control de Pimentel, apenas contenían 1 800 pesos de ocho reales.
Zúñiga y Pimentel fueron finalmente expulsados hacia la península en cumplimiento del Auto del 8 de agosto de 1660. Sin embargo, en enero de 1661 ambos regresaron a Santo Domingo desde Cumaná. Pimentel falleció alrededor de 1662 en Nápoles.